# Lời di chúc (bài thơ)

Hình bìa

Lời di chúc (tiếng Ukraina: Заповіт) – là bài thơ như là một thông điệp của thi hào dân tộc Ukraina, Taras Shevchenko viết ngày 25 tháng 12 năm 1845.
Bài thơ Lời di chúc đã và đang có một sự ảnh hưởng rất lớn đến văn hóa Ukraina, đặc biệt là trong thời nay, khi Ukraina là một quốc gia độc lập kể từ sau ngày Liên Xô tan rã. Bài thơ này được rất nhiều nhạc sĩ phổ nhạc và được dịch ra hơn 150 thứ tiếng, trong đó có tiếng Việt. 

## Phổ nhạc
Nhạc sĩ Nikolai Lysenko là người đầu tiên phổ nhạc bài thơ này vào năm 1868 dành cho dàn đồng ca nam, và năm 1877 – viết cho đàn dương cầm. Kể từ ngày đó cho đến nay đã có rất nhiều nhạc sĩ nổi tiếng phổ nhạc bài thơ này ở nhiều thể loại. Tất cả có hơn 60 nhạc phẩm sử dụng lời của bài thơ Lời di chúc của Taras Shevchenko.
Năm 1961 bài thơ này được nhà thơ Nguyễn Xuân Sanh dịch ra tiếng Việt từ tiếng Pháp. Năm 1995 Nguyễn Viết Thắng dịch trực tiếp từ tiếng Ukraina và in tại Hà Nội năm 2004. 

## Nguyên bản và lời dịch tiếng Việt
| Заповіт Як умру, то поховайте Мене на могилі, Серед степу широкого, На Вкраїні милій, Щоб лани широкополі, І Дніпро, і кручі Було видно, було чути, Як реве ревучий. Як понесе з України У синєє море Кров ворожу... отойді я І лани, і гори — Все покину і полину До самого бога Молитися... а до того Я не знаю бога. Поховайте та вставайте, Кайдани порвіте І вражою злою кров'ю Волю окропіте. І мене в сем'ї великій, В сем'ї вольній, новій, Не забудьте пом'янути Незлим тихим словом. | Lời di chúc Khi tôi chết xin hãy chôn Trên đất Ucraina yêu thương. Xin hãy đào mộ Giữa thảo nguyên rộng mênh mông Để tôi được nằm giữa đồi mộ cổ Bên trên con sông Để được nghe tiếng gầm réo Của sông Đnhép chuyển dòng. Và khi từ những cánh đồng Máu của quân thù đáng ghét Bị cuốn phăng Thì khi đó Tôi bước ra từ ngôi mộ Tôi bước lên đạt đến ngưỡng thánh thần. Và tôi sẽ nguyện cầu Chứ bây giờ tôi chẳng biết có Chúa trời đâu. Xin hãy giấu đi rồi đứng dậy Gông cùm xin bẻ gãy Và máu quân thù Hãy tưới bằng khí phách hiên ngang Còn về tôi trong Đại gia đình Đại gia đình tự do và mới. Xin hãy đừng quên nhắc tới Một lời tốt đẹp thì thầm. Bản dịch của Nguyễn Viết Thắng |